# Орден Сельскохозяйственных заслуг (Франция)
Орден Сельскохозя́йственных заслу́г (фр. L'Ordre du Mérite agricole) — ведомственная награда Франции, находящаяся в ведении Министерства сельского хозяйства. Главой ордена является действующий министр сельского хозяйства, принимающий решения о награждениях.

## История
Орден Сельскохозяйственных заслуг — одна из четырёх ведомственных наград (орден Академических пальм, орден Морских заслуг и орден Искусств и литературы), сохранённых при орденской реформе 1963 года, упразднившей многочисленные ведомственные ордена заслуг в пользу одного новоучреждённого Национального ордена Заслуг.
Орден был учреждён 7 июля 1883 года министром сельского хозяйства Франции Жюлем Мелином для награждения за заслуги и достижения в области сельского хозяйства. По замыслу учредителей этот орден должен был играть роль и значимость ордена Почётного легиона для деятелей сельского хозяйства. Даже планировалось выполнить дизайн знаков ордена близким к дизайну ордена Почётного легиона, но это не было осуществлено.
Изначально орден имел одну кавалерскую степень, но уже декретом от 18 июня 1887 года была учреждена офицерская степень, а декретом от 3 августа 1900 года была учреждена высшая степень ордена — командорская.
Первый статут был принят 27 июля 1896 года, по которому учреждался Совет ордена для обсуждения кандидатов к награждению. 30 июля 1913 года был принят 2-й вариант статута, которым Совет ордена преобразовывался в Высший совет ордена. Наконец, 15 июня 1959 года декретом № 59-729 последовало принятие ныне действующего статута, в который декретами от 21 июня 1993 года № 93-865 и от 4 ноября 1999 года № 99-938 были внесены некоторые изменения и дополнения.
Решение о награждении принимает министр сельского хозяйства Франции при содействии Высшего совета ордена. Совет состоит из 8 членов «по праву» (министр, член Совета ордена Почётного легиона, начальники управлений и учреждений Министерства сельского хозяйства) и 8 членов, назначаемых на 3 года министром из командоров ордена, имеющих весомый авторитет в сельскохозяйственной сфере.
Орден, задуманный как высокое отличие, сразу стал популярен и начал терпеть высокую инфляцию. При учреждении была установлена квота в 4 тысячи кавалеров, при условии не более 200 награждений в год. Но уже в год своего учреждения число кавалеров превысило 1 тысячу человек, в 1887 году — достигло 2-х тысяч, а к 1895 году перевалило за 8 тысяч. В связи с быстрым обесцениванием награды принимались условия, ограничивающие доступ к ней. В 1896 году было установлено, что кавалером может стать тот, кто «осуществлял в течение не менее 15 лет какую-либо деятельность в области сельского хозяйства, или имеет не менее 15 лет сельскохозяйственной практики». В 1913 году был установлен возрастной ценз для кавалеров — не моложе 30 лет, и установлен временной промежуток для награждения старшей степень — не менее 4 лет после награждения младшей степенью (при этом стаж в сельском хозяйстве был снижен до 10 лет). Так же за различные проступки кавалера решением Совета могли исключить из ордена. В 1959 году сельскохозяйственный стаж вновь был поднят до 15 лет, а временной промежуток между степенями был увеличен до 5 лет. В 1993—1999 годах получить степень командора можно было не ранее 10 лет после награждения степенью офицера (в 1999 году восстановлено 5 лет).
В настоящее время действуют следующие квоты на ежегодное количество награждений, установленные декретом № 93-865 от 21 июня 1993 года: не более 60 командоров, 800 офицеров и 3200 кавалеров в год.
В 1992 году была учреждена Ассоциация членов ордена Сельскохозяйственных заслуг (A.M.O.M.A.).

## Степени ордена
Орден Сельскохозяйственных заслуг состоит из трёх степеней:
- Командор (фр. Commandeur) — знак на ленте, носимый на шее; высшая степень ордена;
- Офицер (фр. Officier) — знак на ленте с розеткой, носимый на левой стороне груди;
- Кавалер (фр. Chevalier) — знак на ленте, носимый на левой стороне груди.

## Условия награждения
Награждения орденом производятся последовательно, от младшей степени к старшей.
Удостоены кавалерской степени ордена могут быть лица в возрасте не моложе 30 лет, пользующиеся гражданскими правами, и имеющие не менее 15 лет реального стажа и заслуг в области сельского хозяйства, сельскохозяйственной промышленности, в государственных сельскохозяйственных учреждениях или в научной сфере, связанной с сельским хозяйством. Награждение офицерской степенью возможно не ранее, как через 5 лет после награждения кавалерской степенью, а командорской степенью — не ранее, как через 5 лет после награждения офицерской степенью ордена. При награждении старшей степенью ордена заслуги, уже отмеченные младшей степенью, не могут быть учитываемы.
Эти ограничения могут не учитываться при награждении иностранцев. Офицеры и командоры ордена Почётного легиона и Национального ордена Заслуг могут представляться сразу к аналогичной степени ордена Сельскохозяйственных заслуг.
Награждения производятся 2 раза в год — 1 января и 14 июля. Кандидатские списки составляются в префектурах по месту жительства кандидатов, после чего передаются в Министерство сельского хозяйства и после обсуждения в Высшем совете ордена утверждаются министром.

## Знаки ордена
Знак ордена представляет собой шестилучевую звезду, покрытую белой эмалью. Звезда наложена на венок из пшеничных и кукурузных колосьев.
В центре звезды расположен медальон без эмали, окружённый покрытым синей эмалью ободком. С лицевой стороны медальона изображение головы Марианны, символизирующей собой Францию, и надпись по эмалированному ободку: «RÉPUBLIQUE FRANÇAISE» (Французская Республика), снизу дополненная полувенком. На оборотной стороне медальона надпись в три строки: «MERITE / AGRICOLE / 1883» (Сельскохозяйственные заслуги, 1883).
Изначально знак кавалера подвешивался к овальному венку из листьев инжира и оливы, который через кольцо крепился к ленте. Но после учреждения офицерской степени этот венок был «передан» новой степени. Знак командора подвешивается к аналогичному венку.
Размер знака кавалеров и офицеров (без венка-подвеса) — 40 мм в диаметре, командоров — 60 мм. В 1959—1999 годах знаки кавалеров и офицеров имели размер 35 мм.
Знаки кавалеров — серебряные, офицеров — позолоченные, и командоров — золотые.
Лента ордена зелёная, шириной 37 мм, с двумя вертикальными полосками шириной 6 мм на расстоянии 1 мм от края. На ленте офицера крепится розетка, диаметром 30 мм, из такой же ленты.
До 1999 года цвет полосок был малиновый (цвет амаранта), в 1999 году изменён на красный (декрет № 99-938 от 4 ноября 1999 года).
Для повседневного ношения на гражданской одежде предусмотрены розетки из ленты ордена, а для ношения на мундирах — орденские планки:
| До 1999 года: | — Командор, | — Офицер, | — Кавалер; |
| С 1999 года:  | — Командор, | — Офицер, | — Кавалер. |

## Награждённые орденом
По оценке Ассоциации членов ордена (A.M.O.M.A.) за всё время существования ордена было произведено награждений: 340 000 кавалеров, 60 000 офицеров, 4800 командоров. В настоящее время насчитывается живущих около 23 500 кавалеров, 5000 офицеров и 600 командоров ордена.
Одним из первых кавалеров ордена стал Луи Пастер. Орденом удостоены некоторые граждане России, среди них:
- Докучаев, Василий Васильевич — кавалер ордена[4]
- Сергей Семёнович Собянин — офицер ордена[5]
- Фисинин, Владимир Иванович[6]
- Романенко, Геннадий Алексеевич
- Кауфман, Марк Арнольдович — кавалер ордена (2002), офицер ордена (2007), командор ордена (2011)
- Бухаров Игорь Олегович - кавалер ордена